# 若松明
若松 明（、1933年〈昭和8年〉6月12日 - ）は、日本の俳優。福島県出身。1957年に東宝と契約し、専属俳優として活動していた。旧芸名は若松 彰。
戦争映画や暗黒街アクション映画などに多く出演した。

## 出演作品
- 暗黒街の顔役（1959年 岡本喜八監督）：コステロの部下
- 潜水艦イ-57降伏せず（1959年 松林宗恵監督）：イ-57乗組員[要出典]
- 愚連隊シリーズ
  - 独立愚連隊（1960年 岡本喜八監督）
  - 独立愚連隊西へ（1960年 岡本喜八監督）：林兵長
  - どぶ鼠作戦（1962年 岡本喜八監督）：陳
- 暗黒街の対決（1960年 岡本喜八監督）：二川
- 山のかなたに（1960年 須川栄三監督）：町のヨタ公
- 大学の山賊たち（1960年 岡本喜八監督）：サブ
- 駄々っ子亭主 続姉さん女房（1960年 丸山誠治監督）：学生
- 暗黒街の弾痕（1961年 岡本喜八監督） - 黒いコーラス
- 若大将シリーズ
  - 大学の若大将（1961年 杉江敏男監督）：水泳部員
  - 銀座の若大将（1962年 杉江敏男監督）：金田
  - 日本一の若大将（1962年 福田純監督）：犬塚
  - ハワイの若大将（1963年 福田純監督）：船田
- モスラ（1961年 本多猪四郎監督）：ネルソンの配下[出典 4]
- 紅の海（1961年 谷口千吉監督）：押尾
- 真紅の男（1961年 本多猪四郎監督）：小森
- ある大阪の女（1962年 須川栄三監督）：柴田睦男
- サラリーマン権三と助十 恋愛交叉点（1962年 青柳信雄監督）：倉橋
- 暗黒街の牙（1962年 福田純監督）：幹分
- 太平洋の翼（1963年 松林宗恵監督）：大和の副直将校[6]
- 青島要塞爆撃命令（1963年 古澤憲吾監督）：補給隊員A[7]
- 江分利満氏の優雅な生活（1963年 岡本喜八監督）：男子社員
- 国際秘密警察 虎の牙（1964年 福田純監督）：手下
- 今日もわれ大空にあり（1964年 古澤憲吾監督）：パイロット
- 裸の重役（1964年 千葉泰樹監督）：松本史郎
- 宇宙大怪獣ドゴラ（1964年 本多猪四郎監督）：マツ[8][5]（ダイヤ強盗団手下B[出典 5]）
- 怪獣大戦争（1965年 本多猪四郎監督）：世界教育社社員（地球基地のX星人）[5]